# Пам'ятна медаль учаснику війни 1918-1921 років
Пам'ятна медаль учаснику Війни 1918-1921 років медаль.
Була введена у нагородну систему указом Ради Міністрів від 21 вересня 1928 р. для військовослужбовців та цивільних осіб , що у період з 1 листопада 1918 по 18 березня 1921 р. брали участь у (війні) боротьбі за незалежність Польської Республіки, були поранені або вбиті. Медаллю нагороджувались також іноземці, які співпрацювали з армією.

## Положення
Для нагородження медаллю встановлювався термін перебування в Дієвої армії:
- для військовослужбовців, які перебували на передовій в складі регулярних військ і брали активну участь у бойових діях - не менше трьох місяців;
- для військовослужбовців, які не брали участі в бойових діях - п'ять місяців.
- Для учасників війни, які отримали поранення, каліцтва або контузії в період з 1 листопада 1918 року до 18 березня 1921 року, термін перебування на передовій не встановлювався.
- Медаль загиблих або померлих від ран солдатів вручалася родичам і зберігалася як пам'ять.
- Медаллю нагороджувалися і цивільні особи, що надавали допомогу армії, а також - іноземці.

## Опис нагороди
Медаль кругла діаметром 35 мм, виготовлялася з бронзи.
На лицьовій стороні медалі поміщено рельєфне зображення коронованого орла. На грудях орла - знак військового ордена «Віртуті мілітарі». По обидва боки від орла, над лапами, дати: «1918» і «1921».
На зворотному боці медалі в центрі напис в три рядки: «POLSKA SWEMU OBROŃCY» (Польща - своєму захиснику). По колу - вінок з дубових гілок, перевитий в нижній частині стрічкою.
У верхній частині медалі є вушко з кільцем, за допомогою якого вона з'єднується зі стрічкою.
Стрічка медалі шовкова муарова шириною 37 мм. Уздовж середини стрічки проходить широка смуга синього кольору. По обидва боки від неї - чергуються смуги чорного, білого, темно-червоного, білого і синього кольорів.

## Додаткова інформація
На сьогоднішній день медаль не входить до системи державних нагород.  10 серпня 1990 року медаль була замінена на Хрест за участь у війні 1918-1921 рр. , Який був присуджений живим учасникам цих боїв.

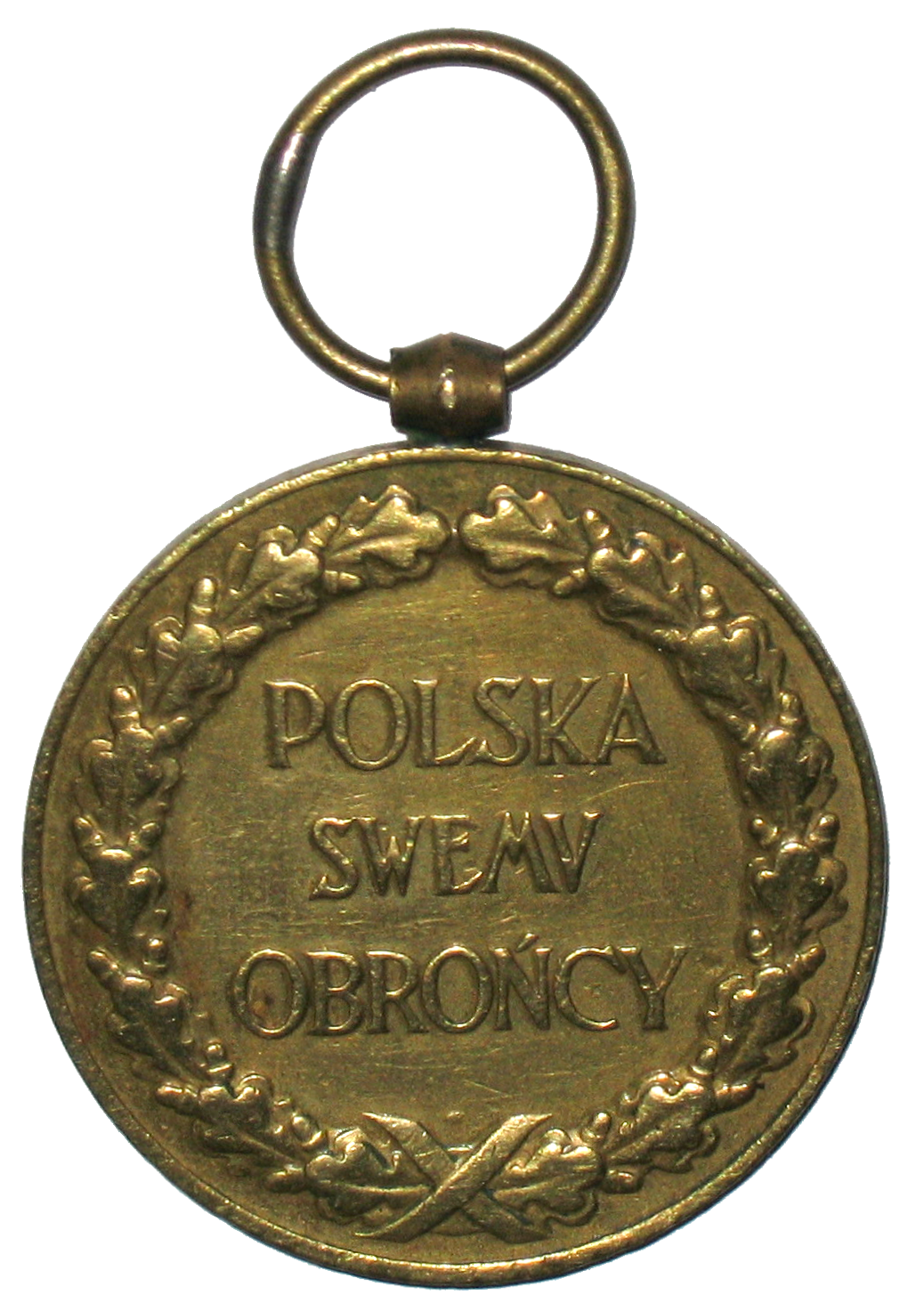
реверс медалі